# Hoțul din Bagdad (film din 1978)
Hoțul din Bagdad (în engleză The Thief of Baghdad) este un film fantasy din 1978 regizat de Clive Donner și cu Roddy MacDowall și Kabir Bedi în rolurile principale. O coproducție britanică și franceză, filmul a fost lansat în cinematografe, cu excepția Statelor Unite ale Americii, unde a debutat direct la televiziune.

## Distribuție
- Roddy McDowall — Hassan
- Kabir Bedi — prințul Taj
- Frank Finlay — Abu Bakare
- Marina Vlady — Perizadah
- Pavla Ustinov — prințesa Yasmine
- Daniel Emilfork — duhul
- Ian Holm — gardianul porții
- Terence Stamp — Wazir Jaudur
- Peter Ustinov — califul
- Marina Sirtis — fată din harem (nemenționată)